# Löbnitz (Bode)
Löbnitz (Bode) is een plaats en voormalige gemeente in de Duitse deelstaat Saksen-Anhalt, en maakt deel uit van het district Salzland.
Löbnitz (Bode) telt 349 inwoners.